# 韋布冰川
54°32′S 36°10′W / 54.533°S 36.167°W
韋布冰川（英語：Webb Glacier），是南極洲的冰川，位於南喬治亞島北岸，流經布魯克山，最終注入羅斯冰川，全長3.2公里，該冰川現時由英國海外領土管轄。